# Varonis Systems
 (juin 2023).
La mise en forme du texte ne suit pas les recommandations de Wikipédia : il faut le « wikifier ».
Les points d'amélioration suivants sont les cas les plus fréquents. Le détail des points à revoir est peut-être précisé sur la page de discussion.
- Les titres sont pré-formatés par le logiciel. Ils ne sont ni en capitales, ni en gras.
- Le texte ne doit pas être écrit en capitales (les noms de famille non plus), ni en gras, ni en italique, ni en « petit »…
- Le gras n'est utilisé que pour surligner le titre de l'article dans l'introduction, une seule fois.
- L'italique est rarement utilisé : mots en langue étrangère, titres d'œuvres, noms de bateaux, etc.
- Les citations ne sont pas en italique mais en corps de texte normal. Elles sont entourées par des guillemets français : « et ».
- Les listes à puces sont à éviter, des paragraphes rédigés étant largement préférés. Les tableaux sont à réserver à la présentation de données structurées (résultats, etc.).
- Les appels de note de bas de page (petits chiffres en exposant, introduits par l'outil «  Source ») sont à placer entre la fin de phrase et le point final[comme ça].
- Les liens internes (vers d'autres articles de Wikipédia) sont à choisir avec parcimonie. Créez des liens vers des articles approfondissant le sujet. Les termes génériques sans rapport avec le sujet sont à éviter, ainsi que les répétitions de liens vers un même terme.
- Les liens externes sont à placer uniquement dans une section « Liens externes », à la fin de l'article. Ces liens sont à choisir avec parcimonie suivant les règles définies. Si un lien sert de source à l'article, son insertion dans le texte est à faire par les notes de bas de page.
- La présentation des références doit suivre les conventions bibliographiques. Il est recommandé d'utiliser les modèles {{Ouvrage}}, {{Chapitre}}, {{Article}}, {{Lien web}} et/ou {{Bibliographie}}. Le mode d'édition visuel peut mettre en forme automatiquement les références.
- Insérer une infobox (cadre d'informations à droite) n'est pas obligatoire pour parachever la mise en page.

Pour une aide détaillée, merci de consulter Aide:Wikification.
Si vous pensez que ces points ont été résolus, vous pouvez retirer ce bandeau et améliorer la mise en forme d'un autre article.
Varonis Systems est une société de logiciels dont le siège est à New York et les bureaux de R&D à Herzliya, en Israël. La société développe une plate-forme logicielle de sécurité permettant aux organisations de gérer et de protéger leurs données non structurées. Varonis effectue des analyses du comportement des utilisateurs (UBA) qui identifient les comportements anormaux liés aux cyberattaques. Leur logiciel extrait les métadonnées de l'infrastructure informatique d'une entreprise et utilise ces informations pour cartographier les relations entre les employés, les objets de données, le contenu et l'utilisation.

## Histoire
La société Varonis Systems est fondée en 2005 par Yaki Faitelson et Ohad Korkus, afin de résoudre les problèmes de sécurité tels que le suivi de l'activité des fichiers, la gestion des droits de l'information et le contrôle d'accès. Avant Varonis, Faitelson et Korkus avaient travaillés dans les divisions mondiales de services professionnels et d'intégration de systèmes de NetVision et de NetApp.
Faitelson et Korkus inventent une solution permettant de récupérer les métadonnées contenues dans les systèmes de fichiers. Ils font appel au Dr Jacob Goldberger, un expert en modélisation statistique et en apprentissage automatique, pour aider à développer les algorithmes qui fourniraient le lien utilisateur-données. En 2005, Faitelson, Goldberger et Korkus déposent un brevet, « Gestion automatique du contrôle d'accès au stockage », accordé en 2006. Le résultat de leur travail est la plate-forme de classification Intelligent Data Use (IDU), une plate-forme de collecte et d'analyse de l'utilisation des données de fichiers. Le premier produit basé sur cette plate-forme, DatAdvantage, est lancé en 2006  –  conçu pour que les entreprises puissent surveiller l'activité des fichiers et le comportement des utilisateurs, et gérer la propriété des données, les droits d'accès aux données et les responsabilités des données du système de fichiers,.
En 2009, Varonis ajoute le cadre de classification IDU, permettant aux produits Varonis de rechercher des mots-clés, des phrases et des modèles à partir du contenu des fichiers.
En 2013, Varonis lance DatAlert pour détecter et découvrir les menaces internes et les violations de données potentielles, notifiant et alertant sur les activités suspectes du système de fichiers, y compris l'accès inhabituel aux données sensibles et les modifications des autorisations et des fichiers de configuration.
Varonis lève des capitaux auprès d'Accel Partners, d'Evergreen Venture Partners, de Pitango Venture Capital et d'EMC,.
En février 2019, la société annonce faire passer son modèle d'un modèle de licence perpétuelle à un modèle d'abonnement. Le titre chute de 22% après l'annonce.
En 2021, Varonis Systems annoncé l'expansion de ses opérations et le doublement de ses effectifs à Cork.

## Technologie et architecture
Le cadre de métadonnées Varonis est implémenté à deux niveaux. La surveillance non intrusive réside sur les serveurs de fichiers, transmettant à la fois les informations d'événement de fichier en temps réel et les ACL à un serveur séparé. Les données collectées sont stockées dans une base de données. La deuxième partie, le moteur d'analyse IDU, effectue une analyse statistique pour dériver les propriétaires de données, l'activité de base des utilisateurs et les groupes d'utilisateurs. Le cadre de métadonnées est capable d'indexer de manière incrémentielle les métadonnées des fichiers, ce qui lui permet de maintenir l'état actuel des métadonnées des fichiers dans sa base de données. DatAdvantage présente ces informations aux administrateurs informatiques.
Au 30 avril 2016, Varonis possède 28 brevets délivrés aux États-Unis et 43 demandes de brevets américains en instance.

## Produits
| catégorie de produit                                             | Produit                        |
| ---------------------------------------------------------------- | ------------------------------ |
| Analyse du comportement des utilisateurs et sécurité des données | AlerteDonnées                  |
| Gouvernance des données et protection des données                | DataAdvantage                  |
| Gestion des identités et des accès                               | PrivilègeDonnées               |
| Archivage et migration                                           | Moteur de transport de données |
| Synchronisation et partage de fichiers d'entreprise              | DataAnywhere                   |
| Recherche d'entreprise                                           | DonnéesRéponses                |

## Plates-formes prises en charge
Les plateformes prises en charge par Varonis sont les suivantes : Windows, UNIX/Linux (mais pas le client DatAnywhere), SharePoint, Exchange, Office 365, Active Directory/LDAP, EMC NAS, NetApp NAS, HP NAS, Hitachi NASet IBM Storewize V7000.

## Clients
- EMC2[11]
- Barclays Capital[11]
- Philip Morris[11]
- Université de Boston[11]
- Sirius XM Radio[11]

## Récompenses
- Fast 50 Reader Favorites of 2008[19].
- Network World - 10 éditeurs de logiciels d'entreprise à surveiller[6].
- Leader dans The Forrester Wave : plates-formes de sécurité des données, 2023[20].